# نانو (لاعب كرة قدم مواليد 1985)
نانو هو لاعب كرة قدم مصري في مركز الدفاع، ولد في 24 مارس 1985 في القاهرة في مصر. لعب مع النادي الأهلي ونادي وادي دجلة.